# Змова приречених
«Змова приречених» (рос. «Заговор обречённых») — радянський кольоровий художній фільм 1950 року, режисера Михайла Калатозова однойменною п'єсою Миколи Вірти.

## Сюжет
В одній східноєвропейській країні, нещодавно звільненій радянськими військами від фашизму, зріє нова змова.
Посол США Мак-Гілл в прагненні перетворити незалежну державу в «49-й штат Америки» стає натхненником, організатором і центром групи змовників, куди входить ряд високопоставлених чиновників і громадських діячів — міністр продовольства Христина Падера, міністр промисловості і лідер католицької партії Гуго Вастіс, лідер соціал-демократів, міністр громадської безпеки, а згодом і голова парламенту Іохім Піно, а також агент Ватикану кардинал Бірнч і агент імперіалізму, журналістка з Чикаго Кіра Рейчел.
Мак-Гілл і Падера намагаються організувати економічну блокаду в країні, щоб, зімітувавши продовольчу допомогу, яка нібито йде від США, звалити провину за голод на СРСР, для чого вступають в злочинну змову з урядом сусідньої Югославії.
Після провалу голосування на засіданні парламенту, де за прийняття «плану Маршалла» виступили націоналісти, католицька партія і праві соціал-демократи, а проти — комуністи, хлібороби і ліві есдеки («молоді») в союзі з народними масами, заполонивши площу біля будівлі парламенту, Мак-Гілл намагається організувати військову інтервенцію з півдня країни, здійснену силами вояччини Тіто в союзі з США.
Посол США вже вітає склад посольства «з прекрасною організацією путчу». Однак активу комуністичної партії (у тому числі — Нікола Славено, Ганна Ліхта, Макс Вента) в союзі з лівим крилом соціал-демократів (Марк Піно) і представниками Землеробського союзу (Коста Варра) і, головним чином, з самими широкими масами трудящих (робітники, селяни і партизани) — вдається сформувати Опір і ліквідувати виступ правих.
Заколот придушений, заарештовані всі зрадники власного народу, а також кардинал і зарубіжний агент Рейчел. Мак-Гілл видворений з країни. Комуністи беруть контроль над урядом. Але головне — делегація компартії підписує в Москві Договір про дружбу і взаємодопомогу з СРСР, знайшовши в сусіді зі Сходу (де «сходить сонце») єдиного прихильника в боротьбі з імперіалістами-паліями миру і розпалювачами війни.
«Дорогі брати і сестри!» — починає своє звернення до парламенту і народу славу, лідер компартії. І продовжує далі: «Нам допоміг генералісимус Сталін!»

## У ролях
- Людмила Скопіна — Ганна Ліхта, заступник Прем'єр-міністра
- Павло Кадочников — Макс Вента
- Володимир Дружников — Марк Піно
- Борис Сітко — Коста Варра
- Всеволод Аксьонов — Нікола Славено, лідер Компартії
- Луїза Кошукова — Магда Форсгольм
- Людмила Врублевська — Міна Варра
- Іван Пельтцер — Стебан
- Ілля Судаков — Іохим Піно, міністр громадської безпеки, потім голова парламенту, лідер Соціал-демократичної партії
- Софія Пілявська — Христина Падера, міністр продовольства, лідер Партії націоналістів
- Олександр Вертинський — кардинал Бірнч
- Максим Штраух — Генрі Мак-Гілл, посол США
- Володимир Марута — Гуго Вастіс, міністр промисловості, лідер Партії католиків
- Олег Жаков — Куртов
- Валентина Сєрова — Кіра Рейчел
- Ростислав Плятт — генерал Бравура
- Іван Бобров — Якоб Ясса, помічник кардинала
- Петро Рєпнін — Джейк (немає в титрах)
- Георгій Мілляр — епізод (немає в титрах)
- Володимир Владиславський — Брозович, посол Югославії (немає в титрах)
- Аркадій Цинман — депутат парламенту від партії католиків (немає в титрах)
- Олександра Данилова — депутат парламенту від Компартії (немає в титрах)
- Андрій Файт — депутат парламенту від соціал-демократів (немає в титрах)
- Олександр Смирнов — член лічильної комісії парламенту (немає в титрах)
- Євген Моргунов — військовий (немає в титрах)

## Знімальна група
- Режисер — Михайло Калатозов
- Сценарій — Микола Вірта
- Оператор — Марк Магідсон
- Композитор — Віссаріон Шебалін
- Художник-постановник — Йосип Шпінель